# Agylla virago
Agylla virago là một loài bướm đêm thuộc phân họ Arctiinae, họ Erebidae.